# Clásico Cusqueño

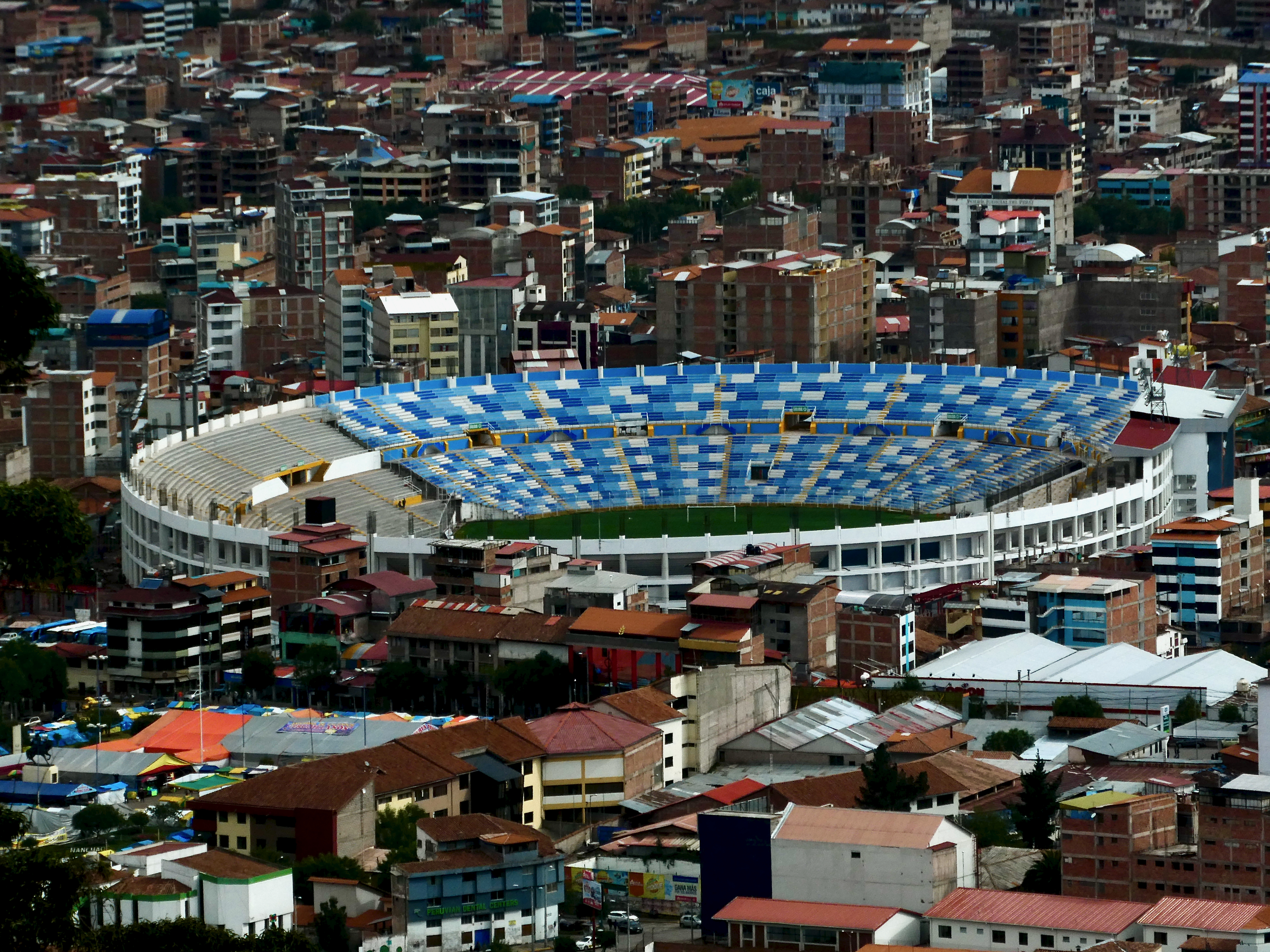
Estadio Inca Garcilaso de la Vega, donde juegan de local ambos clubes.

El Clásico del Cusco o clásico cusqueño es un encuentro de fútbol disputado por los dos clubes más importantes de la Ciudad del Cusco: Cienciano y Deportivo Garcilaso en el Perú. Este encuentro en sus inicios se jugó en los campeonatos departamentales del Cusco. Desde el año 2023, luego de que Garcilaso logró su ascenso a Primera División tras ganar la Copa Perú, el enfrentamiento se da en el marco de un torneo de fútbol profesional.

## Historia
La rivalidad entre rojos y celestes proviene desde las aulas. Ambos representan a los dos colegios más emblemáticos de la Ciudad Imperial: el Colegio Nacional de Ciencias y el Colegio Inca Garcilaso de La Vega. Y pese a que hace mucho tiempo ambos no coincidieron en la misma categoría de competencia (el cuadro celeste consiguió el ascenso a Primera División en la temporada 2023), la polaridad se mantuvo viva con el enfrentamiento entre el Garci y la filial Cienciano Junior.

### Los Clásicos de Antaño
El balompié cusqueño tuvo dos clásicos. El primero, al que podríamos llamar como "antiguo", enfrentaba al Club Universitario del Cusco, representante de la Universidad Nacional San Antonio Abad, y al Cienciano, que representaba al Colegio Nacional de Ciencias y Artes. Esta rivalidad trasladada a las canchas era la continuación de una rivalidad que desde la época virreinal, porque el Colegio de Ciencias, era el heredero de otro colegio más antiguo y virreinal, el Colegio de San Bernardo, que competía académicamente desde el siglo XVII con la Universidad San Antonio Abad. Este encuentro, se vigorizó en las primeras décadas del siglo XX hasta la década de los años 1950 cuando, tras el terremoto de 1950, la ciudad sufrió varios cambios que afectaron, también, a la afición futbolera.
En 1951, se abrió la Gran Unidad Escolar Inca Garcilaso de la Vega con la idea de constituirse como un nuevo polo de educación pública que terminó compitiendo con el ya centenario colegio de Ciencias. En 1957, el Garcilaso dio origen al Deportivo Garcilaso trasladando nuevamente a la cancha una rivalidad de las aulas cusqueñas en la iniciación de un clásico que podemos llamar como "moderno". La diferencia entre ambas instituciones marcan distintas maneras de entender la "cusqueñidad". Así, frente al centenario, glorioso y patronal Ciencias, fundado por Simón Bolívar en los inicios de la república y heredero de la tradición educativa colonial, se presentaba la moderna gran unidad escolar, representante de las nuevas políticas educativas del país, fruto de un proceso de modernización de la ciudad del Cusco luego del terremoto de 1950 y que albergaba no a la juventud cusqueña tradicional sino a la nueva juventud emigrante y popular.
Ambos colegios disputaron intensos  partidos que terminaban muchas veces en lo que en el Cusco se llama chaquinacuy ( en quechua: "arrojarse piedras"), con los hinchas que eran los propios colegiales de uno y otro equipo. Estos enfrentamientos se dieron hasta la década de 1970 cuando el Cienciano empezó a jugar en la primera división nacional dejando relegado al Garcilaso en las divisiones inferiores del fútbol peruano. Durante cincuenta años ambos rivales no se volvieron a encontrar en torneos oficiales, jugando sólo partidos amistosos en ocasiones específicas (usualmente en el mes de junio durante las fiestas de la ciudad), hasta el año 2023 cuando Deportivo Garcilaso logró ascender a la primera división.

### Primer clásico profesional
Si bien se habían presentado clásicos en la era amateur y amistosos locales, ninguno había sido con carácter de partido en Primera División. El 6 de mayo del 2023 por la fecha 15 del torneo de la Liga 1 se jugó, por primera vez, un clásico cusqueño con ambos equipos participando de la primera división del fútbol profesional. El partido culminó 0 a 0.
|    | Guardameta     | Miguel Ángel Vargas |  |
|    | Defensa        | Luis Garro          |  |
|    | Defensa        | Hansell Riojas      |  |
|    | Defensa        | Carlos Beltrán      |  |
|    | Defensa        | Iván Santillán      |  |
|    | Centrocampista | Gonzalo González    |  |
|    | Centrocampista | Juan Romagnoli      |  |
|    | Centrocampista | Kevin Sandoval      |  |
|    | Centrocampista | Ayrthon Quintana    |  |
|    | Centrocampista | Alberto Quintero    |  |
|    | Delantero      | Carlos Garcés       |  |
| DT | DT             | Leonel Álvarez      |  |

|    | Guardameta     | Juniors Barbieri    |  |
|    | Defensa        | Carlos Caraza       |  |
|    | Defensa        | Alex Rambal         |  |
|    | Defensa        | Juan Diego Lojas    |  |
|    | Defensa        | Alexi Gómez         |  |
|    | Centrocampista | Jean Pierre Fuentes |  |
|    | Centrocampista | Raúl Tito           |  |
|    | Centrocampista | Jhony Obeso         |  |
|    | Delantero      | Kevin Quevedo       |  |
|    | Delantero      | Santiago Giordana   |  |
|    | Delantero      | Jonathan Betancourt |  |
| DT | DT             | Jorge Célico        |  |

|    | Guardameta     | Miguel Ángel Vargas |  |
|    | Defensa        | Luis Garro          |  |
|    | Defensa        | Hansell Riojas      |  |
|    | Defensa        | Carlos Beltrán      |  |
|    | Defensa        | Iván Santillán      |  |
|    | Centrocampista | Gonzalo González    |  |
|    | Centrocampista | Juan Romagnoli      |  |
|    | Centrocampista | Kevin Sandoval      |  |
|    | Centrocampista | Ayrthon Quintana    |  |
|    | Centrocampista | Alberto Quintero    |  |
|    | Delantero      | Carlos Garcés       |  |
| DT | DT             | Leonel Álvarez      |  |

|    | Guardameta     | Juniors Barbieri    |  |
|    | Defensa        | Carlos Caraza       |  |
|    | Defensa        | Alex Rambal         |  |
|    | Defensa        | Juan Diego Lojas    |  |
|    | Defensa        | Alexi Gómez         |  |
|    | Centrocampista | Jean Pierre Fuentes |  |
|    | Centrocampista | Raúl Tito           |  |
|    | Centrocampista | Jhony Obeso         |  |
|    | Delantero      | Kevin Quevedo       |  |
|    | Delantero      | Santiago Giordana   |  |
|    | Delantero      | Jonathan Betancourt |  |
| DT | DT             | Jorge Célico        |  |

## Estadísticas

### Historial
| Torneos                   | PJ |   | E |   | Gol Cie | Gol Gar |
| ------------------------- | -- | - | - | - | ------- | ------- |
| Primera División del Perú | 6  | 1 | 1 | 4 | 6       | 8       |
| Total                     | 6  | 1 | 1 | 4 | 6       | 8       |

| PJ: Partidos jugados      |
| : Ganador Cienciano       |
| : Ganador Garcilaso       |
| E: Empate                 |
| Gol Cie: Goles Cienciano. |
| Gol Gar: Goles Garcilaso. |

## Últimos partidos
| Fecha                    | Estadio           | Local     | Resultado | Visita    | Competición   |
| ------------------------ | ----------------- | --------- | --------- | --------- | ------------- |
| 6 de mayo de 2023        | Estadio Garcilaso | Cienciano | 0:0       | Garcilaso | Apertura 2023 |
| 24 de septiembre de 2023 | Estadio Garcilaso | Garcilaso | 0:3       | Cienciano | Clausura 2023 |
| 19 de abril de 2024      | Estadio Garcilaso | Cienciano | 0:2       | Garcilaso | Apertura 2024 |
| 21 de septiembre de 2024 | Estadio Garcilaso | Garcilaso | 1:0       | Cienciano | Clausura 2024 |
| 22 de febrero de 2025    | Estadio Garcilaso | Cienciano | 2:3       | Garcilaso | Apertura 2025 |
| 1 de agosto de 2025      | Estadio Garcilaso | Garcilaso | 2:1       | Cienciano | Clausura 2025 |